# Takahiro Ishihara
Takahiro Ishihara (ur. 11 marca 1981) – japoński snowboardzista. Nie startował na igrzyskach olimpijskich. Na mistrzostwach świata najlepszy wynik uzyskał na mistrzostwach w Whistler oraz na mistrzostwach w Arosa, gdzie zajął 11. miejsce w halfpipe’ie. W Pucharze Świata w sezonie 2005/2006 był 8 w klasyfikacji halfpipe’a.

## Sukcesy

### Mistrzostwa Świata
| Miejsce | Dzień       | Rok  | Miejscowość | Konkurencja | Zwycięzca      |
| ------- | ----------- | ---- | ----------- | ----------- | -------------- |
| 11.     | 22 stycznia | 2005 | Whistler    | Halfpipe    | Antti Autti    |
| 11.     | 20 stycznia | 2007 | Arosa       | Halfpipe    | Mathieu Crepel |
| 52.     | 23 stycznia | 2009 | Kangwŏn     | Halfpipe    | Ryō Aono       |

### Puchar Świata

#### Miejsca w klasyfikacji generalnej
- 2003/2004 - -
- 2004/2005 - -
- 2005/2006 - 36.
- 2006/2007 - 66.
- 2007/2008 - 117.
- 2008/2009 - 95.
- 2009/2010 - 222.

#### Miejsca na podium
1. Lake Placid – 11 marca 2006 (halfpipe) - 3. miejsce
2. Furano – 18 marca 2006 (halfpipe) - 2. miejsce